# Moureuille
Moureuille ist eine französische Gemeinde mit 376 Einwohnern (Stand: 1. Januar 2022) im Département Puy-de-Dôme in der Region Auvergne-Rhône-Alpes. Sie gehört zum Arrondissement Riom und zum Kanton Saint-Éloy-les-Mines.

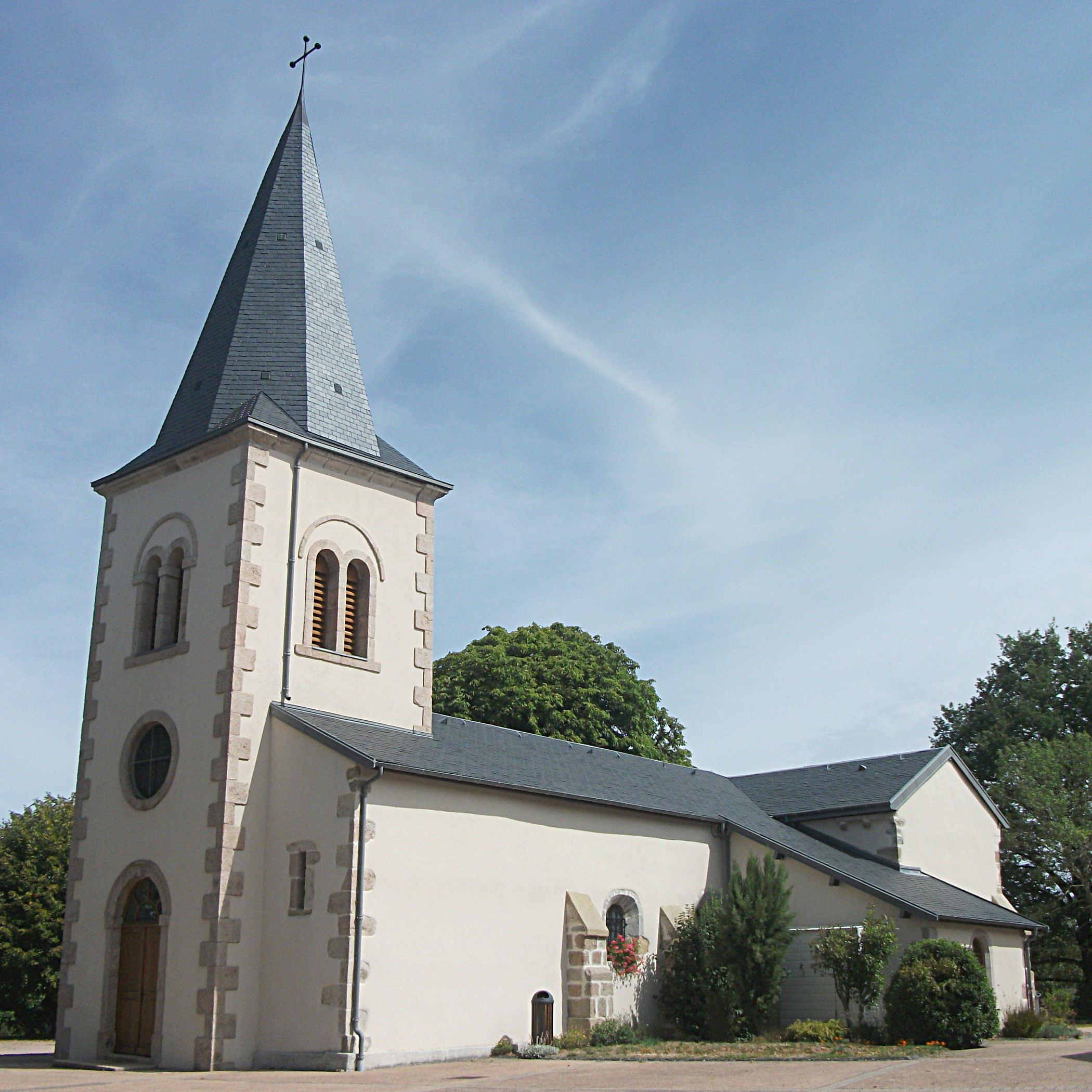
Kirche

## Geographie
Moureuille liegt in der Landschaft Combraille im Norden des Zentralmassives, etwa 30 Kilometer südöstlich von Montluçon.
Die angrenzenden Gemeinden sind Durmignat im Norden, Échassières im Osten und Nordosten, Servant im Süden und Osten, Menat im Süden  sowie Saint-Éloy-les-Mines im Westen.

## Bevölkerungsentwicklung
| Jahr                       | 1962 | 1968 | 1975 | 1982 | 1990 | 1999 | 2006 | 2013 |
| Einwohner                  | 473  | 426  | 338  | 288  | 277  | 267  | 292  | 310  |
| Quellen: Cassini und INSEE |      |      |      |      |      |      |      |      |

## Sehenswürdigkeiten
- Kirche Saint-Julien (ehemals Kirche Saint-Loup) aus dem 13. Jahrhundert